# Sankt Görans-nattens uppror
Sankt Görans-nattens uppror var ett uppror som ägde rum i det danska hertigdömet Estland, biskopsdömet Ösel-Wiek och närliggande områden i den Tyska ordenstaten från 1343 till 1345, där den inhemska hedniska befolkningen gjorde uppror mot de danska och tyska godsägarna som hade erövrat landet och påtvingat invånarna kristendomen under det livländska korståget hundra år tidigare. Upproret var initialt framgångsrikt, men slogs slutligen ned av Tyska orden. Det resulterade i den slutliga utplåningen av den inhemska hedniska adeln och inlemmandet av det då danska Estland i den Tyska ordenstaten. Dess namn kommer av att upproret bröt ut på Sankt Georgsdagen.